# 莱德霍斯特山
莱德霍斯特山 (Radhošť) 是捷克共和国的一座山，位於贝斯基德山附近，海拔1129米。一座建于1898年的小圣堂和西里尔与美多德雕塑位于山顶。这座山是宗教教徒朝圣的热门目的地。  

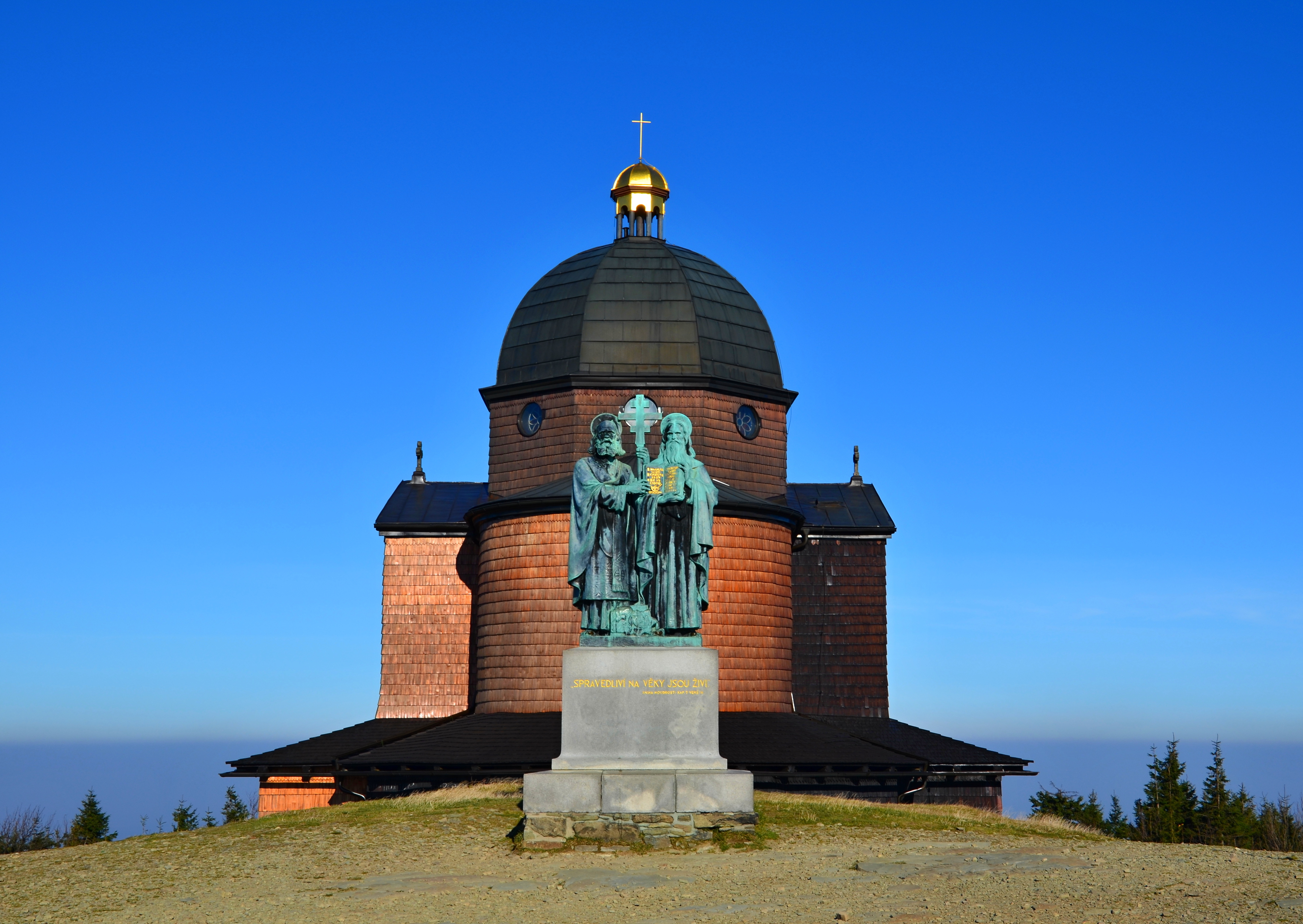
莱德霍斯特山上的圣徒西里尔与美多德雕像以及小教堂

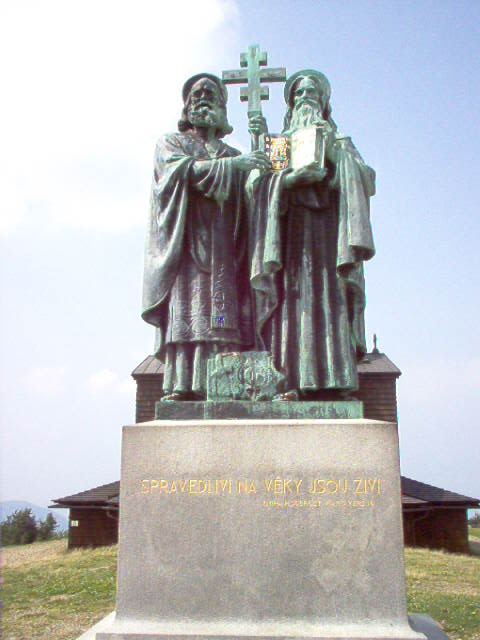
圣徒西里尔与美多德雕塑

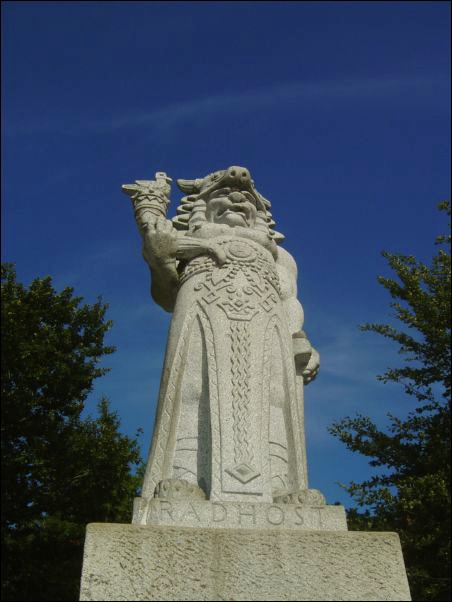
拉德加斯特神雕塑